# Loi sur la déclaration d'abdication de Sa Majesté de 1936

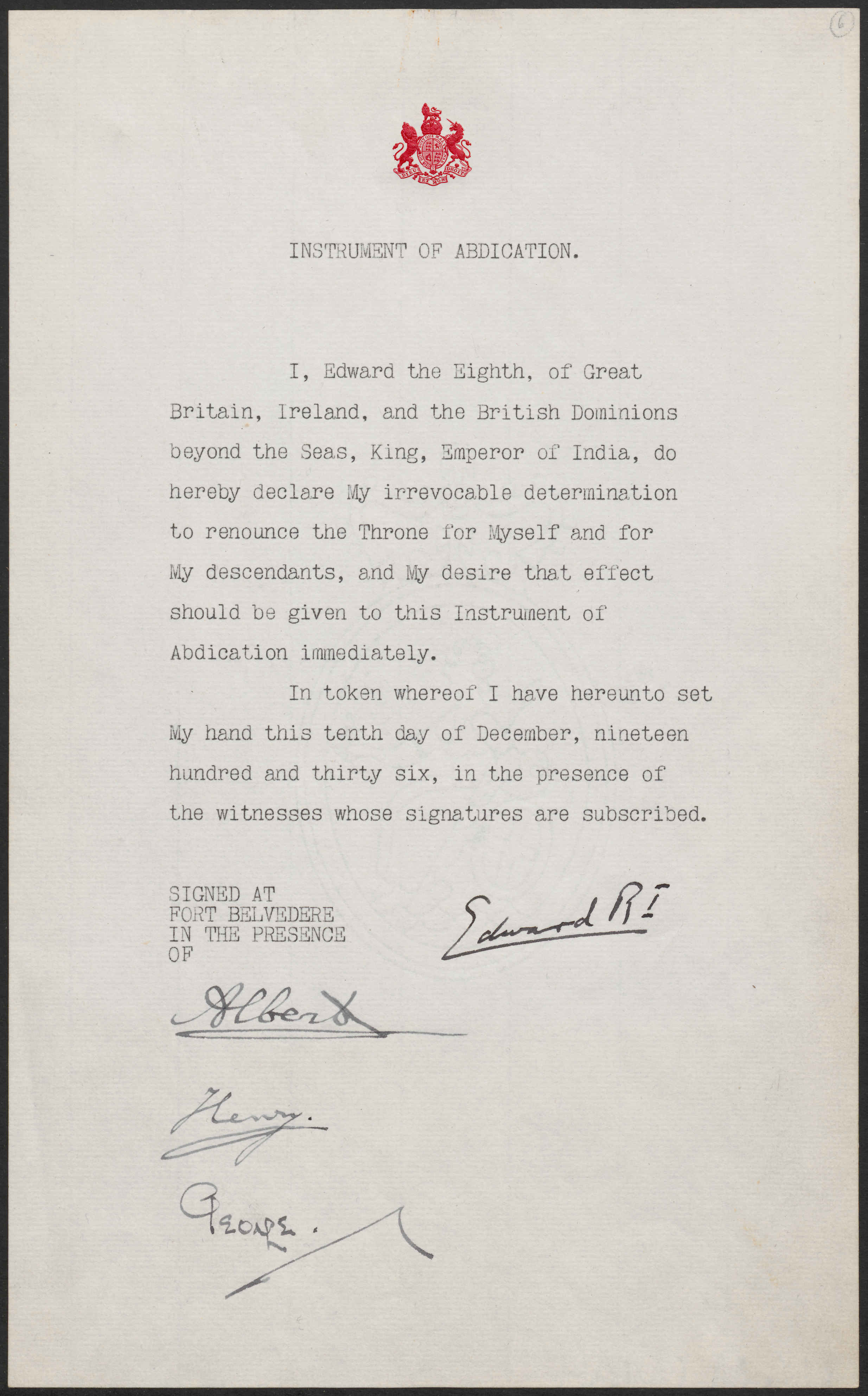
Document d'abdication présenté.

La loi de 1936 sur la déclaration d'abdication de Sa Majesté ou « His Majesty's Declaration of Abdication Act 1936 » est l'acte du Parlement du Royaume-Uni qui reconnaît et ratifie l'abdication du roi Édouard VIII et transmet la succession à son frère, le roi George VI. L'acte exclut également tous les futurs descendants possibles d'Édouard de l'ordre de succession. Édouard VIII abdique pour épouser sa compagne, Wallis Simpson, après avoir fait face à l'opposition des gouvernements du Royaume-Uni et des dominions.

## Passage au Parlement
Le projet de loi est présenté par Stanley Baldwin en tant que Premier ministre et soutenu par Clement Attlee en tant que chef de l'opposition.
Le député travailliste indépendant James Maxton propose un amendement qui bloquerait le projet de loi, plaidant pour l'abolition de la monarchie compte tenu des troubles et pour introduire le républicanisme. L'amendement est appuyé par Campbell Stephen (en) de l'ILP. L'amendement échoue par 403 voix contre 5.

## Procédure
Bien qu'Édouard VIII ait signé une déclaration d'abdication la veille, le 10 décembre 1936, il reste roi jusqu'à ce qu'il donne la sanction royale à la loi sur la déclaration d'abdication de Sa Majesté, ce qu'il fait le 11 décembre à 13 h 52, la loi devenant immédiatement efficace.
La loi est adoptée par le Parlement britannique en une journée, sans aucun amendement. Comme le Statut de Westminster de 1931 stipule que l'ordre de succession devait rester le même dans tous les royaumes de la Couronne, les gouvernements de certains dominions britanniques — le Canada , l'Australie, l'Union sud-africaine et la Nouvelle-Zélande — demandent et donnent leur autorisation pour l'acte de faire partie de la loi de leurs royaumes respectifs.
Le Parlement canadien adopte ensuite la Loi sur la succession au trône de 1937 (en) pour ratifier les modifications apportées aux règles de succession au Canada et assurer la cohérence avec les modifications apportées aux règles alors en vigueur au Royaume-Uni. L'Afrique du Sud adopte la Loi sur l'abdication de Sa Majesté le roi Édouard VIII de 1937 (en), qui déclare que l'abdication prend effet le 10 décembre 1936. L'Australie et la Nouvelle-Zélande ne ratifient le Statut de Westminster de 1931 que dans les années 1940 et n'adoptent donc pas leur propre législation. Dans l'État libre d'Irlande, qui est indépendant du Royaume-Uni en tant que dominion depuis décembre 1922 et dans lequel le monarque exerce encore certaines fonctions diplomatiques, l'Oireachtas adopte la loi sur l'autorité exécutive de 1936, reconnaissant George VI comme roi à partir du 12 décembre 1936.